# 1900 год в России

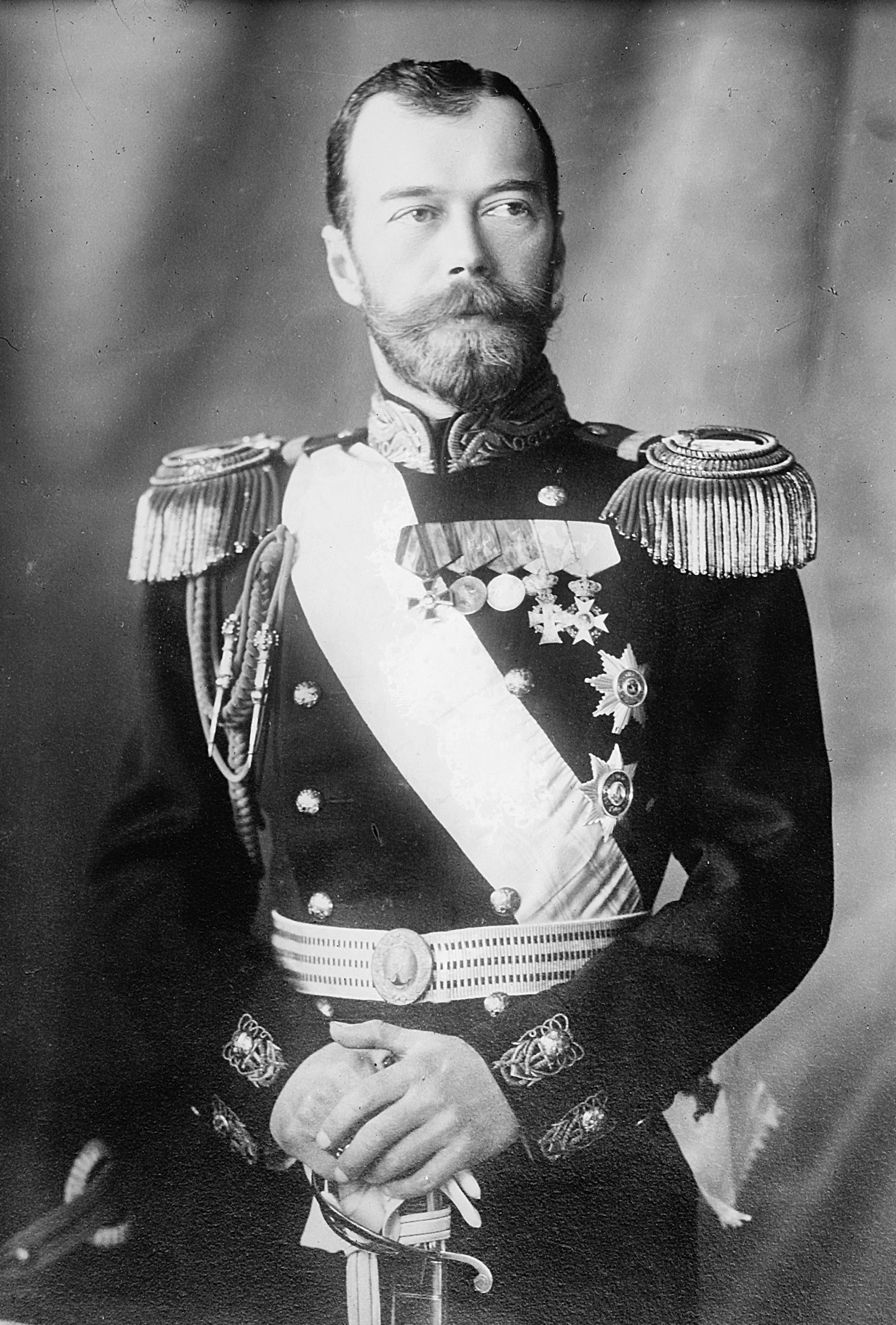
Император всероссийский Николай II

Основные события 1900 года, произошедшие в Российской империи. Год и разбиение по месяцам приняты в соответствии с григорианским календарём (новый стиль), однако даты указаны по обоим календарям, григорианскому и юлианскому.

## Январь
- 20 декабря 1899 (1 января 1900) года:
  - спасательные работы после случившегося накануне разрушительного Ахалкалакского землетрясения (Ахалкалакский уезд Тифлисской губернии);
  - в Квантунской области введены в действие судебные уставы императора Александра II.
- 22 декабря 1899 (3 января 1900) года — скончался русский писатель Дмитрий Васильевич Григорович.
- 25 декабря 1899 (6 января 1900) года — скончался механик, доктор прикладной математики Валериан Лигин, бывший городской голова Одессы и попечитель Варшавского учебного округа.
- 27 декабря 1899 (8 января 1900) года — открытие Первого всероссийского электротехнического съезда в Санкт-Петербурге.
- 28 декабря 1899 (9 января 1900) года: 
  - утверждено положение Военного совета об учреждении в г. Сумы Харьковской губернии кадетского корпуса;
  - учреждена самостоятельная архиерейская кафедра в г. Гродно (Гродненская и Волковысская епархия).
- 1 (13) января 1900 года: 
  - в Гельсингфорсе начала издаваться официозная «Финляндская газета», первый русский печатный орган в Финляндии;
  - в Государственном совете учреждён департамент промышленности, наук и торговли; он занимается делами, относящимися к народному просвещению, торговле и добывающей и обрабатывающей промышленности.
- 4 (16) января 1900 года: 
  - в Санкт-Петербурге родился князь императорской крови Никита Александрович, сын великого князя Александра Михайловича и его двоюродной племянницы, великой княгини Ксении Александровны;
  - в Москве открылся съезд деятелей по сельскохозяйственному образованию.
- 5 (17) января 1900 года — начало визита в Санкт-Петербург герцога Альфреда Саксен-Кобург-Готского (брата короля Великобритании Эдуарда VII).
- 14 (26) января 1900 года — в Санкт-Петербурге открылся 3-й съезд русских зодчих.
- 17 (29) января 1900 года — в Санкт-Петербурге, в Апраксином переулке произошёл пожар, сопровождавшийся многочисленными жертвами.
- 18 (30) января 1900 года — Россия покупает бумаги выпущенного персидским правительством 5%-ного золотого займа, уплата процентов по которому была гарантирована на 75 лет из таможенных доходов Персии.

## Февраль
- 20 января (1 февраля) 1900 — открыто движение поездов на участке Павелец — Бирюлёво Рязанско-Уральской железной дороги.
- 24 января (5 февраля) 1900 года — в Санкт-Петербурге открылся 1-й метеорологический съезд.
- 26 января (7 февраля) 1900 года — в Санкт-Петербурге открылся съезд русских деятелей по водным путям.
- 29 января (10 февраля) 1900 — Ленин вернулся через 3 года из сибирской ссылки, покинув Шушенское.
- 3 (15) февраля 1900 года — запрещена продажа газеты «Русский листок» (Москва).
- 10 (22) февраля 1900 года — в Санкт-Петербурге отмечалось 50-летие литературной деятельности Алексея Михайловича Жемчужникова.
- 16 (28) февраля 1900 — граф М. Н. Муравьёв (министр иностранных дел России) предложил Франции и Германии оказать давление на Англию по поводу англо-бурской войны в Южной Африке. Германия отказалась, а Франция воспользовалась затруднительным положением Германии для укрепления в Марокко.

## Март
- 17 февраля (1 марта) 1900 года — в Санкт-Петербурге начался 2-й съезд русской группы Международного союза криминалистов.
- 24 февраля (8 марта) 1900 года:
  - пожар в здании Главного штаба в Санкт-Петербурге, повредивший редкую библиотеку этого учреждения;
  - организовано объединение «Мир искусства» (в редакции одноимённого журнала в Санкт-Петербурге); в объединение вошли А. Н. Бенуа, К. А. Сомов, М. В. Добужинский, Н. К. Рерих, Е. Е. Лансере и др.
- 26 февраля (10 марта) 1900 года — в Квантунской области введены судебные учреждения.
- 29 февраля (13 марта) 1900 года — разница дат между новым и старым стилями (григорианским и юлианским календарями) изменилась с 12 до 13 дней, поскольку в григорианском календаре (в отличие от юлианского) нет даты 29 февраля 1900 года — годы, кратные 100 и не кратные 400, в нём не являются високосными. Разница календарных дат в 12 дней между Россией и большинством стран Европы имела место в течение почти всего XIX века, за исключением марта-декабря 1900 года.
- 2 (15) марта 1900 года:
  - в Вильне симулировано покушение на убийство женщины-католички якобы для получения евреями христианской крови, чтобы использовать её в ритуальных целях (см. Дело Блондеса);
  - в Киле (Германия) на верфи Germaniawerft спущен на воду русский бронепалубный крейсер «Аскольд».

## Апрель
- 9 (22) апреля 1900 — катастрофический пожар в селе (ныне п.г.т.) Малиновка Харьковской губернии уничтожил около 500 дворов.
- 13 (26) апреля 1900 — в Киеве скончалась великая княгиня Александра Петровна (инокиня Анастасия), невестка Николая I и правнучка Павла I; канонизирована в 2009 году как местночтимая святая в лике преподобных.

## Май
- 19 апреля (2 мая) 1900 года — умер Иван Константинович Айвазовский, русский художник-маринист (род. 1817).
- 1 (14) мая 1900 года: 
  - умер выдающийся психиатр Сергей Корсаков;
  - издан высочайший указ Правительствующему сенату о поземельном устройстве государственных поселян на казённых землях Закавказья;
  - открытие II летних Олимпийских игр в Париже — как дополнительная программа текущей Всемирной выставки.
- 11 (24) мая 1900 года — на Петербургском заводе «Новое адмиралтейство» спущен на воду крейсер «Аврора».
- 15 (28) мая 1900 — в Москве, в небольшом доме на Немецкой улице (ныне Бауманская) открылась бесплатная библиотека-читальня, основанная в 1899 году к столетию А. С. Пушкина. Попечительницей библиотеки стала дочь поэта Мария Гартунг.
- 16 (29) мая 1900 — Луганский завод выпустил свой первый локомотив. Им стал паровоз серии Од.
- 17 (30) мая 1900 — заработал Керченский металлургический комбинат, существующий по сей день.

## Июнь
- 4 (17) июня 1900 года — начало военных действий против китайцев, взятие фортов Дагу коалицией с участием России.
- 6 (19) июня 1900 — нападение ихэтуаней на КВЖД.
- 7 (20) июня 1900 года — начало продолжавшейся 55 дней осады Посольского квартала в Пекине войсками ихэтуаней и регулярными войсками Китая.
- 8 (21) июня 1900 года — старт Русской полярной экспедиции.
- 10 (23) июня 1900 года:
  - учреждено управление по делам о воинской повинности (в составе МВД);
  - утверждён новый устав о гербовом сборе;
  - издан высочайший указ Правительствующему сенату о приведении войск Приамурского округа на военное положение ввиду военных действий в Китае.
- 11 (24) июня 1900 — открыто трамвайное движение в Астрахани.
- 12 (25) июня 1900 — реформа податного обложения на Кавказе.

## Июль
- 1 (14) июля 1900 года — начало обстрелов Благовещенска китайцами (см. Бои на Амуре (1900)).
- 4 (17) июля 1900 года — начался китайский погром в Благовещенске, погибло от 4 до 7 тыс. человек.
- 16 (29) июля 1900 года:
  - пожар в посаде Ставишин Калишского уезда, уничтоживший половину зданий;
  - Ленин покинул Россию, началась его 5-летняя женевская эмиграция;
  - погром евреев в Одессе.

## Август

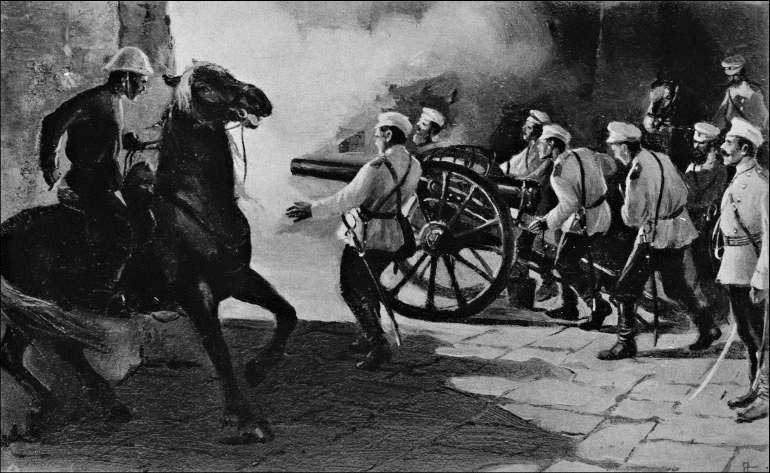
Русская артиллерия пробивает ворота Пекина

- 22 июля (4 августа) 1900 — умер Исаак Ильич Левитан, русский художник (род 1860).
- 23 июля (5 августа) 1900 года — русские войска заняли крепость Инкоу в Маньчжурии.
- 1 (14) августа 1900 года — битва за Пекин; город взят корпусом альянса восьми держав под общим командованием генерал-лейтенанта Линевича.
- 5 (18) августа 1900 года — большой пожар нефтяных складов и судов в Ростове-на-Дону.
- 5 (18) августа 1900 — русский инженер Константин Перский предложил слово «телевидение».
- 7 (20) августа 1900 — забастовка железнодорожников станции Елизаветполь на Кавказе.

## Сентябрь
- 1 (14) сентября 1900 года — открыт Павелецкий вокзал в Москве.
- 7 (20) сентября 1900 года — битва за Бэйтан.

## Октябрь
- 18 сентября (1 октября) 1900 — катастрофический пожар в Баку уничтожил 97 буровых вышек и примерно 8000 тонн нефти.
- 15 (28) октября 1900 года — закрытие Олимпийских игр в Париже. Россия не получила ни одной медали (см. Россия на летних Олимпийских играх 1900).

## Ноябрь
- 21 октября (3 ноября) 1900 — премьера оперы «Сказка о царе Салтане» Николая Андреевича Римского-Корсакова в Москве.
- 29 октября (11 ноября) 1900 — окончание строительства Никольских торговых рядов в Москве.
- 11 (24) ноября 1900 — пожар дома Мюра и Мерилиза на Театральной площади, в Москве (на этом месте сейчас находится Московский ЦУМ).

## Декабрь
- 10 (23) декабря 1900 — открыто трамвайное движение в Екатеринодаре.
- 11 (24) декабря 1900 — выход первого номера газеты РСДРП «Искра»
- 16 (29) декабря 1900 — открыто трамвайное движение в Ярославле.